# Mirosternus pyrophilus
Mirosternus pyrophilus är en skalbaggsart som beskrevs av Perkins 1910. Mirosternus pyrophilus ingår i släktet Mirosternus och familjen trägnagare. Inga underarter finns listade i Catalogue of Life.